# Pidonia angustata
Pidonia angustata là một loài bọ cánh cứng trong họ Cerambycidae.